# Carposina
Carposina är ett släkte av fjärilar. Carposina ingår i familjen Carposinidae.

## Bildgalleri

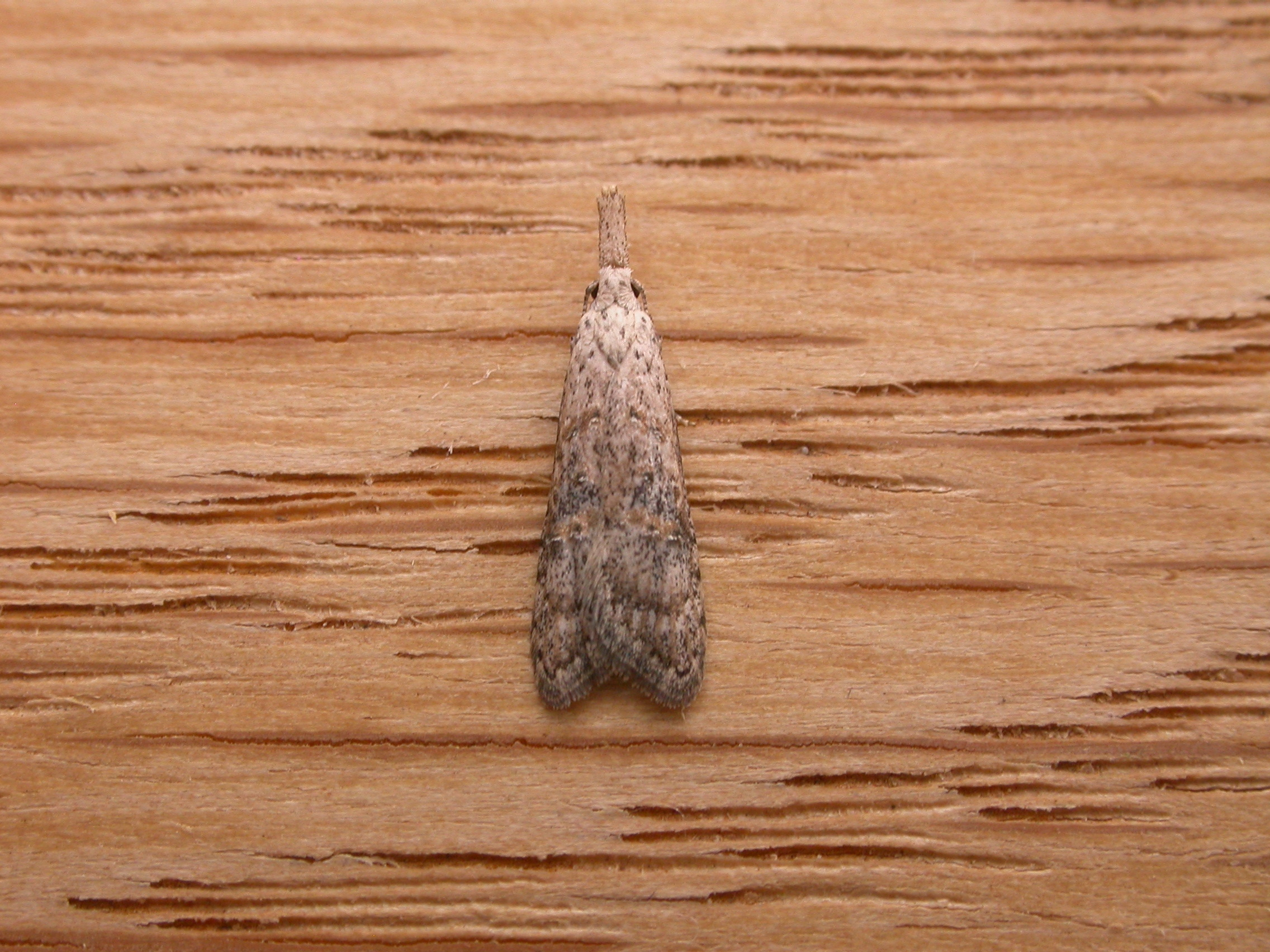
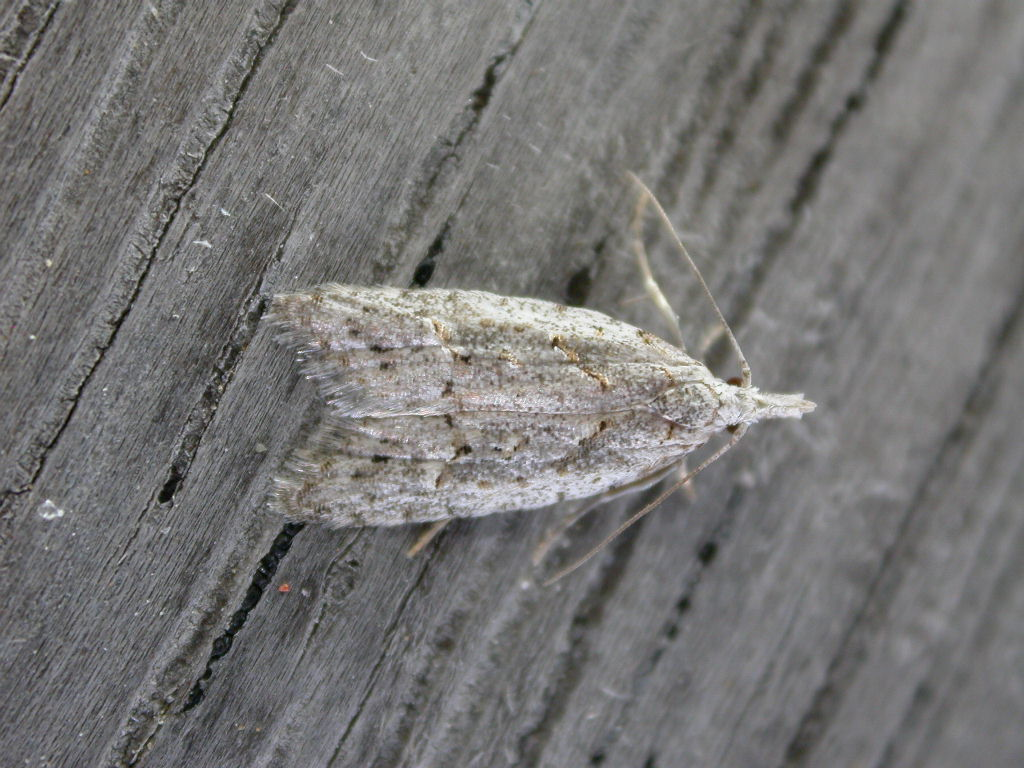
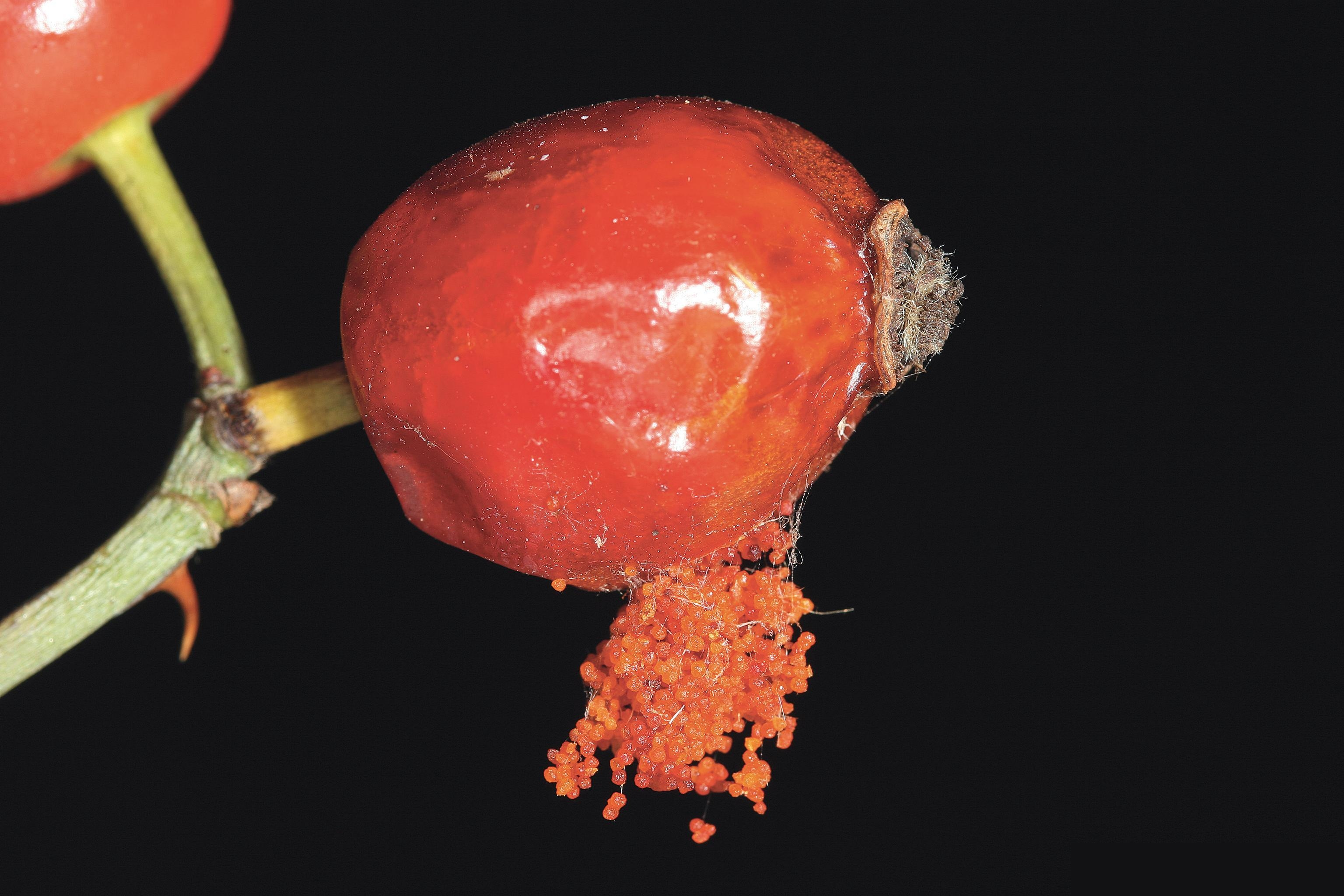
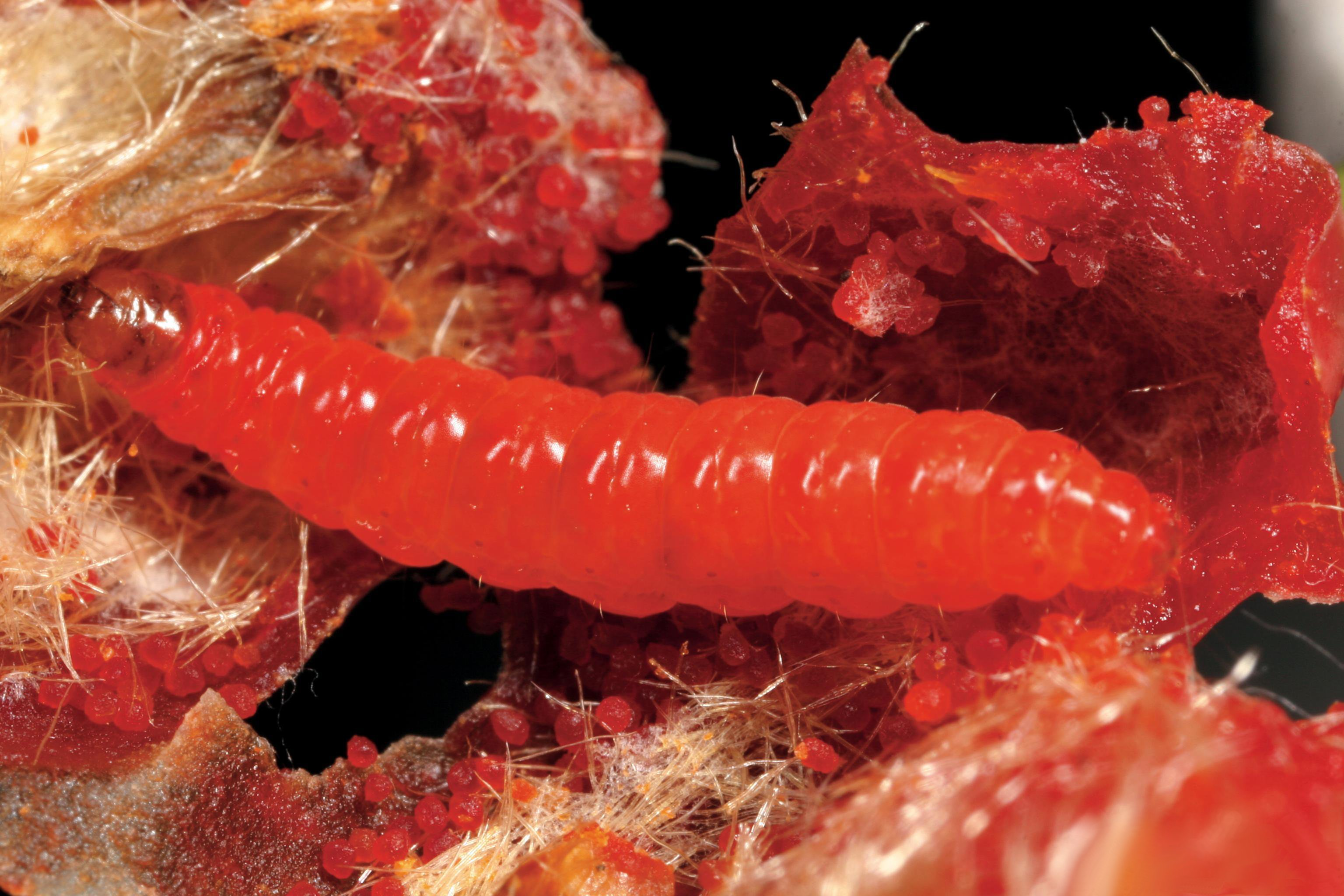

## Dottertaxa tillCarposina, i alfabetisk ordning[1]
- Carposina achroana
- Carposina adreptella
- Carposina altivaga
- Carposina amalodes
- Carposina aplegia
- Carposina apousia
- Carposina asbolopis
- Carposina askoldana
- Carposina atlanticella
- Carposina atronotata
- Carposina autologa
- Carposina benigna
- Carposina berberidella
- Carposina bicincta
- Carposina biloba
- Carposina brachycentra
- Carposina bullata
- Carposina candace
- Carposina canescens
- Carposina capnarcha
- Carposina carcinopa
- Carposina cardinata
- Carposina ceramophanes
- Carposina cervinella
- Carposina chaetolopha
- Carposina charaxias
- Carposina chersodes
- Carposina comonana
- Carposina conobathra
- Carposina contactella
- Carposina coreana
- Carposina cornusvora
- Carposina corticella
- Carposina cretata
- Carposina crinifera
- Carposina cryodana
- Carposina crypsichola
- Carposina dascioptera
- Carposina diampyx
- Carposina dispar
- Carposina distincta
- Carposina divaricata
- Carposina dominicae
- Carposina ekbatana
- Carposina engalactis
- Carposina epomiana
- Carposina eriphylla
- Carposina eulopha
- Carposina euphanes
- Carposina euryleuca
- Carposina euschema
- Carposina exochana
- Carposina exsanguis
- Carposina fernaldana
- Carposina ferruginea
- Carposina gemmata
- Carposina gigantella
- Carposina glauca
- Carposina gonosemana
- Carposina gracillima
- Carposina graminicolor
- Carposina graminis
- Carposina herbarum
- Carposina hercotis
- Carposina hudsoni
- Carposina hylactica
- Carposina hyperlopha
- Carposina ignobilis
- Carposina impavida
- Carposina inscripta
- Carposina iophaea
- Carposina irata
- Carposina irrorata
- Carposina lacerata
- Carposina latebrosa
- Carposina latifasciata
- Carposina lembula
- Carposina leptoneura
- Carposina literata
- Carposina loxolopha
- Carposina maculosa
- Carposina marginata
- Carposina mauii
- Carposina mediella
- Carposina megalosema
- Carposina mesophaea
- Carposina mesospila
- Carposina mimodes
- Carposina mnia
- Carposina morbida
- Carposina nereitis
- Carposina nesolocha
- Carposina neurophorella
- Carposina nicholsana
- Carposina nigromaculata
- Carposina nigronotata
- Carposina niponensis
- Carposina olbiodora
- Carposina olivaceonitens
- Carposina orientella
- Carposina orphania
- Carposina ottawana
- Carposina paracrinifera
- Carposina percicana
- Carposina perileuca
- Carposina petraea
- Carposina philpotti
- Carposina phycitana
- Carposina pinarodes
- Carposina piperatella
- Carposina plumbeonitida
- Carposina poliophara
- Carposina poliosticha
- Carposina proconsularis
- Carposina pterocosmana
- Carposina punctulata
- Carposina pusilla
- Carposina pygmaeella
- Carposina roesleri
- Carposina rosella
- Carposina rubophaga
- Carposina sanctimonea
- Carposina sarcanthes
- Carposina sasakii
- Carposina saurates
- Carposina scierotoxa
- Carposina scirrhosella
- Carposina semitogata
- Carposina simulator
- Carposina siturga
- Carposina smaragdias
- Carposina socors
- Carposina solutella
- Carposina stationaria
- Carposina subolivacea
- Carposina subselliata
- Carposina subumbrata
- Carposina sysciodes
- Carposina tanaoptera
- Carposina taractis
- Carposina telesia
- Carposina tetratoma
- Carposina thalamota
- Carposina thermurga
- Carposina tincta
- Carposina togata
- Carposina trigononotata
- Carposina viduana
- Carposina viridis
- Carposina zymota